# Cimetière de la légion tchécoslovaque
Le cimetière de la légion tchécoslovaque est un petit carré militaire, situé dans le cimetière marin de Vladivostok, et qui abrite les tombes de 163 soldats de la légion tchécoslovaque qui combattirent pendant la guerre civile russe en Sibérie orientale et dans l'Extrême-Orient russe entre 1918 et 1920. Les survivants embarquèrent à Vladivostok pour les États-Unis. 
Le cimetière a été restauré, sur fonds tchèques, en 2005 et a rouvert en mai 2006.

## Galerie

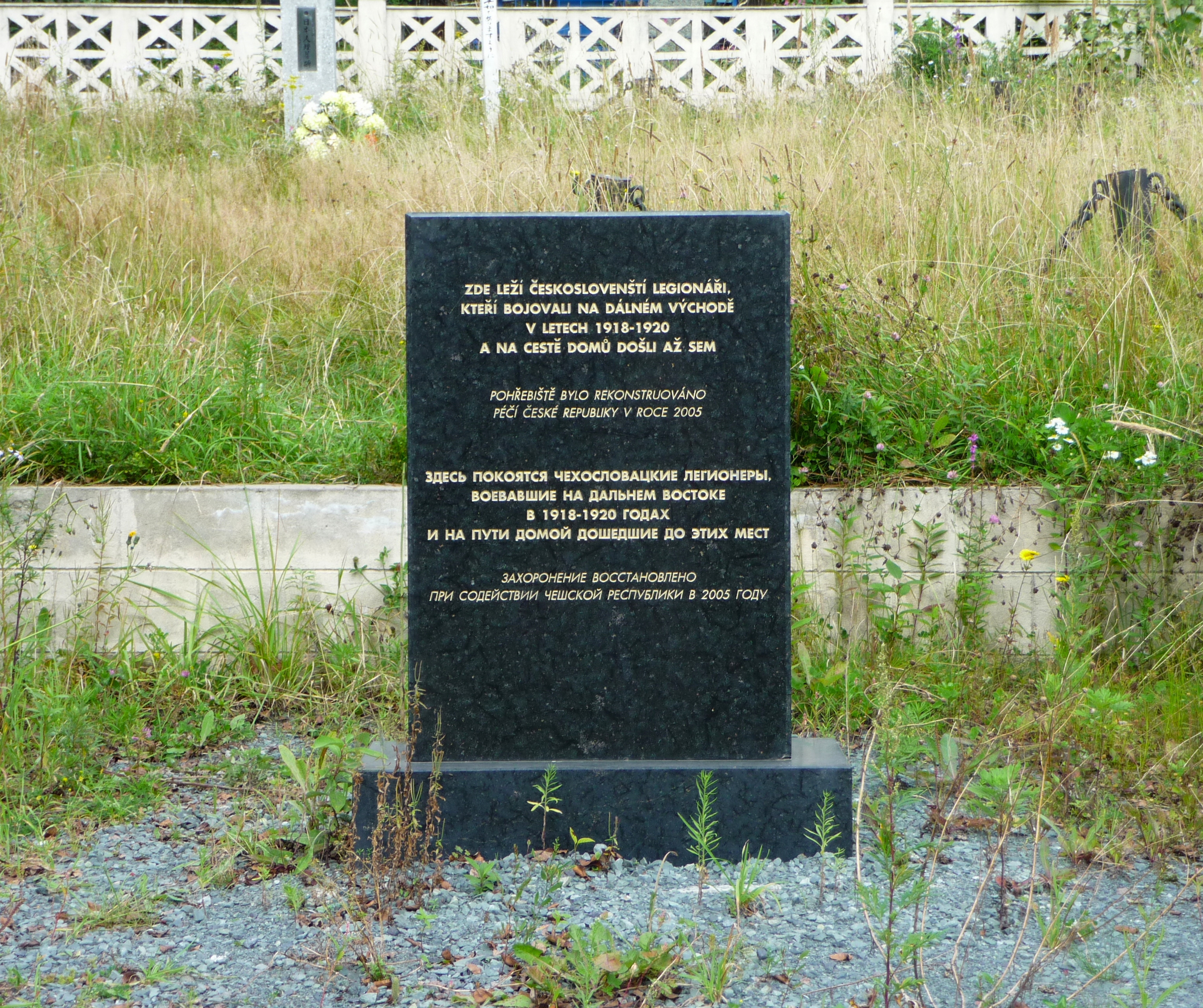
Stèle commémorative
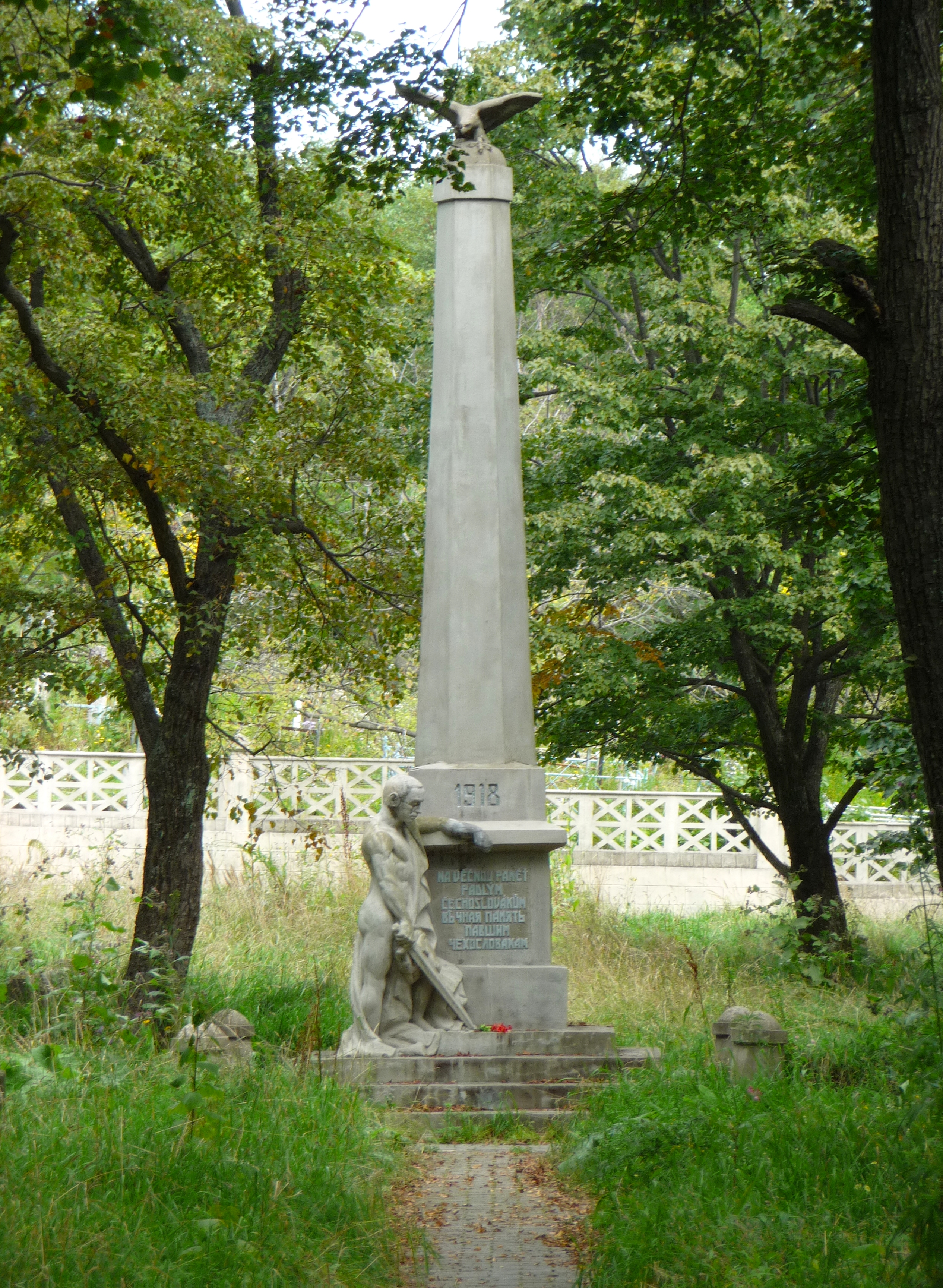
Monument aux morts en forme d'obélisque